# Edwin Eziyodawe
Edwin Eziyodawe (Benin City, 9 maggio 1988) è un ex calciatore nigeriano, di ruolo attaccante.

## Carriera

### Club
Eziyodawe ha iniziato a giocare a calcio nelle giovanili del Bendel Insurance, dove è rimasto dal 2001 al 2005. L'anno successivo è stato promosso in prima squadra. Ha giocato e segnato anche nella finale di Coppa di Nigeria 2006 contro i Dolphins: la sua squadra è stata però sconfitta ai calci di rigore. A febbraio 2008 è passato ai rivali degli Sharks.
Il 22 gennaio 2009 è stato ingaggiato dal Lillestrøm. Ha debuttato nell'Eliteserien il 14 marzo dello stesso anno, sostituendo Arild Sundgot nel pareggio per 1-1 contro lo Stabæk. Il 18 aprile ha segnato la prima rete della sua avventura norvegese ai danni del Tromsø, permettendo alla sua squadra di raggiungere il pareggio definitivo. Si è svincolato dal club il 31 dicembre 2011.
Dopo quasi quattro anni lontano dai campi da gioco, a maggio 2015 è tornato a giocare negli Enugu Rangers, nella massima divisione nigeriana. Nel 2016 è passato ai libanesi dello Shabab Al-Ghazieh, per cui ha esordito il 19 febbraio 2016 nel pareggio per 0-0 contro l'Al-Ahed Beirut. Il 12 marzo ha trovato la prima rete nella massima divisione locale, contro il Nabi Sheet.